# Saint-Martin-le-Nœud
Saint-Martin-le-Nœud é uma comuna francesa na região administrativa de Altos da França, no departamento de Oise. Estende-se por uma área de 5,46 km². Em 2010 a comuna tinha 1 061 habitantes (densidade: 194,3 hab./km²).